# Italiaanse literatuur

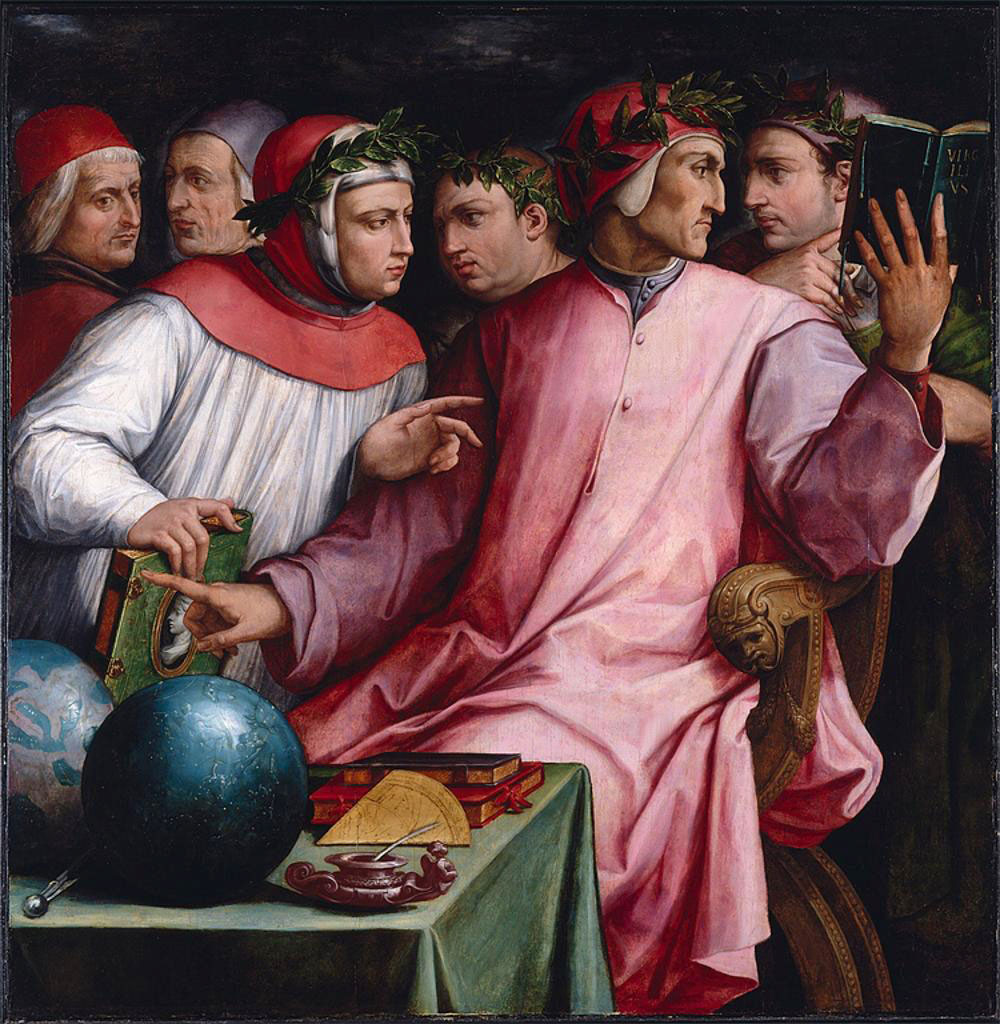
Dante, Boccaccio, Petrarca, Guido Cavalcanti, Cino da Pistoia en Guittone d'Arezzo op een schilderij van Giorgio Vasari (1544).

Italiaanse literatuur is literatuur geschreven in de Italiaanse taal, met name binnen het huidige Italië. Het kan ook verwijzen naar literatuur die is geschreven door Italianen in andere talen die in Italië worden gesproken, vaak talen die nauw verwant zijn aan het moderne Italiaans. In vergelijking met andere Romaanse talen maakte in Italië de literatuur in de volkstaal een late start en bleef de letterkunde in het Latijn langer dominant. Pas in de dertiende eeuw begon de literaire traditie in de Italiaanse taal, dat wil zeggen in het Toscaanse dialect van Florence, Pisa en Siena.

## Ontstaan en grootste bloei
De overgang van Latijn naar volkstaal begon in de 12e eeuw toen in verschillende delen van het schiereiland het Italiaans op literaire wijze werd gebruikt. Ritmo laurenziano (eind 12e eeuw) is het eerste nog bestaande literaire document uit deze vroege periode.
De echte ontwikkeling van een literatuur in de Italiaanse taal, zowel geschreven als gesproken, begon echter pas in de 13e eeuw, een periode van heropleving in kunst en cultuur na de moeilijke eeuwen van vreemde overheersing. In deze eeuw bloeide in Umbrië de religieuze poëzie van Jacopone da Todi, die sterk werd geïnspireerd door de leringen van Franciscus van Assisi. Poëzie werd in de eerste plaats populair gemaakt door de Franse jongleurs. Toonaangevend zijn de komisch-satirische poëzie van Cecco Angiolieri, de ridderlijke literatuur (de chansons de gestes, afgeleid van het Frans), het didactisch en moralistisch proza waarin Brunetto Latini uitblonk, en een wijdverbreide liefdespoëzie.
De eerste literaire Italiaanse poëzie werd geïnspireerd door de Provençaalse liefdeslyriek en ontstond en bloeide rond 1220 aan het Siciliaanse hof van keizer Frederik II. De dichters van de Siciliaanse school (Guido delle Colonne, Pier della Vigna, Cielo Dalcamo) behandelden het thema van de liefde volgens het hoofse model. Zo ontstond een poëtische traditie waarin de volkstaal Italiaans steeds meer werd gezuiverd van dialectische overmaat. Later verspreidde deze trend zich naar Midden-Italië, vooral naar Toscane. Dichters als Chiaro Davanzati en Compiuta Donzella (de vroegste vrouwelijke dichter in de volkstaal) verrijkten daar de Siciliaanse lyriek door confrontatie met morele en politieke thema's die de idealen van het gemeenschappelijke leven weerspiegelden.
De hoogtepunten van de Italiaanse literatuur werden geschreven tussen de veertiende en zestiende eeuw, tijdens de Gouden en Zilveren periode. De mooiste werken uit deze periode hebben een enorme invloed uitgeoefend op de wereldliteratuur, en het valt te betwijfelen of dit ooit nog kan worden geëvenaard.

## Gouden eeuw
Het tijdperk van Dante Alighieri, Francesco Petrarca en Giovanni Boccaccio wordt vaak de 'Gouden Eeuw' van de Italiaanse literatuur genoemd.
De belangrijkste literaire stroming van de tweede helft van de 13e eeuw was wat Dante de "dolce stil novo" (zoete nieuwe stijl) noemde. De dominante thema's van dichters als Guido Guinizelli en Guido Cavalcanti waren het geweten en het leven van de ziel. Nieuw aan deze stijl was niet alleen een meer spirituele, verheven opvatting van de vrouw, maar ook een dieper intellectueel en filosofisch onderzoek van de liefde als bron van morele deugd.
Het Trecento markeert niet alleen het begin van de Italiaanse renaissance, maar staat ook bekend als een tijd van verhoogde literaire activiteit, met schrijvers die in de volkstaal werken in plaats van het Latijn. Dante, Petrarca en Boccaccio zijn de belangrijkste schrijvers van deze periode. Dante schreef zijn beroemde La Divina Commedia (De Goddelijke Komedie), een representatie van het middeleeuwse wereldbeeld, en Petrarca schreef onder invloed van de Provençaalse troubadours prachtige verzen in lyrische stijl. Boccaccio is vooral bekend voor zijn Decamerone, een raamvertelling met honderd verhalen, een werk dat bepalend was voor de Italiaanse prozaliteratuur en dat vandaag tot de belangrijkste werken uit de wereldliteratuur wordt gerekend.

### Dante
De poëziecentra verschoven naar het noorden (Bologna, Florence). Guido Guinizelli ontwikkelde de dolce stil novo (zoete nieuwe stijl), die de lof zingt van een getransfigureerd liefdesideaal. De naam van deze stijl is voor de eerste keer gebruikt door een van haar vertegenwoordigers, Dante Alighieri (1265-1321) in een dialoog uit de Purgatorio (xxiv. 57). Dante wordt vaak de vader van de Italiaanse taal genoemd, omdat hij het aandurfde om in het Italiaans te schrijven, terwijl de meeste anderen voor hun werken liever Latijn gebruikten. Hij werd geboren in Florence, maar keerde na zijn verbanning nooit terug naar zijn geboortestad. Met zijn Goddelijke komedie is Dante een van de vermaardste Italiaanstalige dichters uit de wereldliteratuur.

### Petrarca
Francesco Petrarca (1304-1374), vaak de vader van het humanisme genoemd, is  bekend om zijn herontdekking van de brieven van Cicero. Als schrijver was Petrarca vooral populair vanwege zijn poëzie. In de 16e eeuw werd het oeuvre van Petrarca gebruikt om een model voor de Italiaanse taal te creëren. Er werden ook werken van anderen gebruikt (Dante slechts in geringe mate - wat verrassend is), maar de werken van Petrarca waren behoorlijk belangrijk voor dit model.
Francesco Petrarca was de echte grondlegger van het humanisme. Als zodanig schreef hij tal van Latijnse werken. Zijn Italiaanse gedichtencyclus Canzoniere wordt beschouwd als de belangrijkste poëziebundel in de Europese literatuur na de oudheid. De cyclus bestaat uit 317 sonnetten, 29 canzonas, 9 sestines, 7 ballades en 4 madrigalen.

### Boccaccio
Giovanni Boccaccio (1313-1375) schreef de Decamerone, een verzameling van 100 novellen, geconstrueerd als raamverhaal.
De verhalen worden verteld door een groep mannen en vrouwen, die zich in 1348 hebben teruggetrokken in een villa in de buurt van Florence om te ontsnappen aan de pest. De stijl van Boccaccio neigt naar de imitatie van het Latijn, maar met hem nam Italiaans proza voor het eerst de vorm aan van doorwrochte, verfijnde vertelkunst. De ruwheid van de oudere fabliaux maakt bij hem plaats voor het zorgvuldige en gewetensvolle werk van een geest die gevoel heeft voor al wat mooi is, iemand die de klassieke auteurs heeft bestudeerd, en die ernaar streeft om ze zoveel mogelijk na te bootsen. Bovendien is Boccaccio in de Decamerone een scherp observator van menselijke karakters en passies. Daarin ligt zijn grootste vernieuwing.

## Vijftiende eeuw: renaissancehumanisme
De periode van grofweg 1460 tot 1560 of '70 wordt wel eens de 'zilveren eeuw' van de Italiaanse literatuur genoemd. We vinden daarin geen individuele auteur - met uitzondering van Machiavelli en Ariosto - van het formaat van de "Grote Drie", noch enig werk met de uitstraling van Dantes Commedia, Petrarca's Canzoniere of de Decamerone van Boccaccio.
Het grootste deel van de literaire activiteit van de vijftiende eeuw bestond uit het samenstellen en vertalen van Griekse en Latijnse teksten van de schrijvers uit de oudheid. Deze culturele passie voor de oudheid heeft de expansie van de Italiaanse taal aanzienlijk vertraagd. De auteurs en intellectuelen van die tijd probeerden voornamelijk de klassieke modellen te imiteren. Zo behield het Latijn tot ongeveer 1470 een hegemonische positie in de literatuur en leek het opnieuw de enige taal voor intellectuele communicatie te worden. Met uitzondering van Toscane, waar de erfenis van de "drie kronen" (Dante, Petrarca en Boccaccio) nog steeds in ere werd gehouden, verdween overal in Italië de volkstaal naar de achtergrond. Het zou tot de tweede helft van de 15e eeuw duren voordat het Italiaans terugkeerde binnen het renaissancehumanisme.
In de jaren 1450 werd het hof van de familie Este in Ferrara een cultureel centrum. Hier schreef Matteo Maria Boiardo (1441-1494) de gedichtenbundel "Canzoniere" en het epos "Orlando innamorato" (Roland verliefd). Een vervolg hierop werd geschreven door Ludovico Ariosto (1474-1533) en kreeg de titel "Orlando Furioso" (Razende Roeland), en dit oogstte internationaal succes.
Jacopo Sannazaro (1458-1530) schreef zijn Arcadia in een combinatie van proza en vers dat al heel vroeg werd vertaald en het referentiepunt werd voor latere pastorale poëzie in de nationale literatuur van Europa.
De humanist Pietro Bembo (1470-1547) ging resoluut in op de uitdaging naar het juiste taalgebruik (Questione della lingua). Hij stelde zich op het standpunt dat de taal van Petrarca en Boccaccio de beste literaire taal was, Castiglione gaf de voorkeur aan een overkoepelende spreektaal en Machiavelli aan Florentijns (Toscaans).
De Florentijnse Niccolò Machiavelli (1469-1527) is vooral bekend om zijn verhandeling "Il principe" (De vorst) uit 1532, waarin hij het ideaal van een absolutistische heerser presenteert. Hij creëerde ook historische (een geschiedenis van Florence) en literaire werken, zoals de komedie "La Mandragola" (De aluinwortel) uit ca. 1518.
De idealistische renaissancemens werd door Baldassare Castiglione (1478-1529) beschreven in Il libro del cortegiano (Het boek van de Hoveling, 1528). Hiervoor maakte hij gebruik van het populaire genre van de literaire dialoog.
Pietro Aretino (1492-1556) was berucht om zijn erotische literatuur (Sonetti Lussuriosi) en satires.
Matteo Bandello (1485-1561) publiceerde een uitgebreide collectie romans. In tegenstelling tot Boccaccio zit er geen raamvertelling meer in. Bandello's novellen waren internationaal zeer succesvol. Shakespeare gebruikte ze bijvoorbeeld als een literaire schatkamer die hij raadpleegde voor zijn drama's.
De schilder en architect Giorgio Vasari (1511-1574) schreef een belangrijke collectie kunstenaarsbiografieën.
Torquato Tasso (1544-1595) schreef het ridderepos "Rinaldo". Zijn belangrijkste werk is "La Gerusalemme liberata" (Jeruzalem verlost, 1580). Het epos werd zonder Tasso's toestemming gepubliceerd en hij bewerkte het verder tot "Gerusalemme Conquistata", Het veroverde Jeruzalem" (1593).
De intellectuelen van die tijd vonden ook hun weg naar de literatuurgeschiedenis. Giordano Bruno (1548-1600), normaal gesproken bekend als filosoof en wetenschapper, publiceerde in 1582 de komedie "Candelaio" (De kaarsenmaker). Galileo Galilei (1564–1642) publiceerde een groot deel van zijn wetenschappelijke werk niet in het Latijn, zoals in die tijd gebruikelijk was, maar in gepolijst Italiaans.

## 17e eeuw
Kenmerkend voor het literaire streven in deze periode is "Argutia" (vindingrijkheid/scherpte). Er worden pogingen gedaan om teksten in barokke pracht en praal te verfraaien, waarbij metaforen de belangrijkste literaire kunstgreep zijn. Instructies zijn te vinden in Emanuele Tesauros (1592-1675) Cannocchiale Aristotelico ("Aristotelische telescoop"), dat in die tijd behoort tot de meest gelezen poëzie. De oudheid is niet langer de absolute norm, maar een model dat kan worden uitgebreid en verbeterd. Alessandro Tassoni (1565-1635) bedacht het heroïsch-komische epos met La secchia rapita (De gestolen emmer, 1615/1622), een parodie op het conventionele epos.
De belangrijkste figuur van het tijdperk is Giambattista Marino (1569-1625), die zowel grote bewondering als harde kritiek kreeg. Hij kreeg talrijke imitators in Italië, de zogenaamde "marinisten" (bijvoorbeeld Giovanni Francesco Loredano), en gaf ook zijn naam aan de marinistische beweging. Van zijn kant oefende het marinisme dan weer een grote invloed uit op de Duitse barokliteratuur (bijv. Von Hoffmannswaldau en Von Lohenstein). De discussie over de vraag of Marino ook in Spanje invloed heeft gehad, of dat andersom Spaanse auteurs hem hebben beïnvloed, is echter nog steeds aan de gang. Marino werkte voornamelijk in Parijs, waar hij poëzie en het grote epische gedicht "Adone" (Adonis) schreef.
Met Giovanni Battista Basile (Giambattista Basile) (ca. 1575-1632) en zijn Pentamerone kan Italië bogen op de eerste grote verzamelaar en verteller van sprookjes in Europa.
In 1690 werd de "Academie van Arcadia" opgericht. De oprichters waren Giovanni Maria Crescimbeni en Gian Vincenzo Gravina. De Arcadia werd zo genoemd omdat het hun bedoeling was om in de literatuur de eenvoud van de oude herders te verheerlijken, die in de gouden eeuw in Arcadië zouden hebben geleefd. De Arcadiërs namen zichzelf voor de eenvoud van dat pastorale verleden te bezingen. De gedichten van de "Arcadiërs" vullen vele boekdelen, en bestaan uit sonnetten, madrigalen en canzonetta's. Degene die zich het meest onderscheidde onder de sonnetschrijvers was Felice Zappi. Onder de auteurs van de liederen oogstte Paolo Rolli veel roem. Beroemder dan alle anderen bij zijn tijdgenoten was Innocenzo Frugoni, een man met een vruchtbare verbeeldingskracht die nu echter zo goed als vergeten is en door niemand nog wordt gelezen.

## 18e-eeuwse revival
Na de Spaanse overheersing begon de politieke toestand van Italië te verbeteren.
De twee belangrijkste centra van het Italiaanse Illuminisme waren Milaan en Napels. In Milaan stichtte de econoom Pietro Verri "Il Caffe" (1764-1766), het beroemdste tijdschrift uit die tijd, en de jurist Cesare Beccaria schreef het "Dei delitti e delle pene" (over misdaad en straf), de eerste tekst ter wereld die de doodstraf als onnodig en onbeschaafd beschouwde. In Napels vielen Francesco Mario Pagano (Del civile corso delle nazioni) en Giambattista Vico op, auteur van talrijke essays over filosofie en historische kritiek. Ook het autobiografische genre is aan het einde van de eeuw vertegenwoordigd, met de Memoires van Giacomo Casanova.
De Lombardische dichter Giuseppe Parini was de eerste die het academische formalisme definitief opgaf om het nieuwe burgerlijke en morele bewustzijn van het illuminisme uit te werken. Parini was geïnteresseerd in de grote actuele thema's die vandaag de dag nog steeds aan de orde zijn. Een voorbeeld is de ode aan schone lucht of het pokkenvaccin. De twee meesterwerken van Parini, de Odes (1758-1795) en het gedicht De Dag ("Il Giorno") (1763-1780), een satire op de adel, zijn de eerste Italiaanse werken die de nieuwe illuministische stroming weerspiegelen. Andere illuministische auteurs zijn Francesco Algarotti, Sallustio Bandini, Giuseppe Baretti, Melchiorre Cesarotti, Carlo Denina, Gaetano Filangieri, Antonio Genovesi, Pietro Giannone, Gaspare Gozzi en Alessandro Verri.
Theater is het genre dat meer succes had, met de werken van Carlo Goldoni voor komedie en Vittorio Alfieri voor tragedie. Goldoni werkte in Venetië en Parijs en schreef beroemde komedies als "La locandiera" (De herbergier) en "La trilogia della villeggiatura" (De vakantietrilogie). Alfieri zette de traditie van de grote klassieke tragedie voort op een vrij archaïsche wijze. Hij lag echter aan de basis van een nieuwe visie op de kunstenaar als iemand die economisch en literair onafhankelijk was. Het merendeel van zijn grootste tragedies zijn herwerkingen van de werken van Aeschylus, Euripides of Sophocles.

## 19e-eeuwse romantiek
De romantiek in Italië komt later dan in andere Europese landen. De eerste jaren van de eeuw worden nog steeds gedomineerd door neoclassicistische conventies. Een voorbeeld is Vincenzo Monti, auteur van verschillende klassieke gedichten en de eerste vertaling in het Italiaans van de Ilias.
De Italiaanse romantiek werd in belangrijke mate ondersteund door het concept van de nationale literatuur. Literatuur wordt gezien als een instrument van nationale bevrijding, een vehikel voor ideeën en taalkundige eenwording: Italiaanse romantische dichters zijn ook "dichters van het vaderland". Giovanni Berchet, Giuseppe Giusti en Goffredo Mameli (auteur van het Italiaanse volkslied "Fratelli d'Italia"), de Romeinse Giuseppe Gioacchino Belli (auteur van meer dan 2000 sonnetten), en de Milanese Carlo Porta zijn de bekendste romantische dichters.
Het proza van de periode is vooral historisch en politiek. Na Manzoni, die romans en essays over taal en geschiedenis schreef, zien we Gino Capponi (Storia della repubblica di Firenze), Cesare Balbo (Sommario della storia d'Italia) en de meer wetenschappelijke Vincenzo Cuoco en Carlo Cattaneo (Notizie naturali e civili sulla Lombardia). Francesco De Sanctis zal een grote invloed hebben op latere literaire critici met zijn 'Geschiedenis van de Italiaanse Literatuur', de eerste studietekst over dit onderwerp. De politieke reflectie bereikt haar hoogtepunt met het werk van de grote politici van het Risorgimento zoals Giuseppe Mazzini (over de plichten van de mens), Vincenzo Gioberti en Massimo d'Azeglio. Maar de roman kan ook een politieke inhoud hebben, zoals Ippolito Nievo's Bekentenisen van een Italiaan, een opmerkelijke literaire getuigenis over de evolutie van de hedendaagse Italiaanse samenleving. De belangrijkste autobiografische werken uit deze periode zijn Silvio Pellico's Mijn gevangenissen, D'Azeglio's Memoires en Luigi Settembrini's Ricordanze della mia vita, verhalen over mensen die vechten voor de onafhankelijkheid van het vaderland.
Ugo Foscolo (1778-1827), een dichter zonder vast vaderland die niettemin deel uitmaakte van de Italiaanse cultuur, is het voorbeeld van de rondtrekkende kunstenaar, een profeet van Italiaanse nationale gevoelens. Hij was jong tijdens de revolutionaire periodes en campagnes van Napoleon, die hij aanvankelijk zag als de held die in staat was om naties te redden van de vernietiging en culturele onwetendheid. Na het Verdrag van Campoformio en Bonapartes overdracht van Venetië aan Oostenrijk en het verlies voor de stad van haar seculiere onafhankelijkheid, is Foscolo teleurgesteld in de Franse generaal en begint zijn omzwervingen die hem naar Londen zullen leiden waar hij zal sterven. Foscolo's stijl, een toenadering tussen klassieke strengheid en pre-romantische instincten, heeft grote invloed gehad op de auteurs die na hem kwamen. Zijn bekendste werken zijn de briefroman "Ultime lettere di Jacopo Ortis" ('De laatste brieven van Jacopo Ortis'), en zijn gedichten, rijk aan autobiografische verwijzingen zoals de dood van zijn broer en de nostalgie naar zijn verre vaderland. Zijn laatste en waarschijnlijk bekendste werk is het gedicht "Dei Sepolcri" ('Over de graven'), opgedragen aan de dood en de culturele erfenis. Grote mannen sterven volgens Foscolo nooit, omdat de herinnering aan hun imago en karakter nog steeds voortleeft in de zielen van hun geliefden en vrienden.
Giacomo Leopardi (1798 - 1837) wordt algemeen beschouwd als de grootste Italiaanse dichter van de romantiek. Vaak wordt deze Italiaanse schrijver, dichter en filosoof beschouwd als de tweede meest bekende en invloedrijke Italiaanse schrijver na Dante Alighieri. Hij schreef meer dan 35 gedichten (gezangen) en twee grote bundels prozateksten: de "Operetta morali" en de "Zibaldone". De liederen zijn overwegingen over de dood (A Silvia, Aan Sylvia), de natuur (L'infinito, Het oneindige), de eenzaamheid (Il Passero solitario, De eenzame mus) en het geluk (Il sabato del villaggio, De zaterdag van het dorp).

## Romans en poëzie na de eenmaking
Na de Italiaanse onafhankelijkheidsoorlogen onder leiding van het Koninkrijk Piemonte en Sardinië en het Frankrijk van Napoleon III werd Italië op 17 maart 1861 officieel verenigd.
Giosuè Carducci (1835 - 1907) keerde als reactie op de romantiek terug naar de klassiekers en hernam de zoektocht naar een echte literaire Italiaanse taal. Het leven en zijn waarden van glorie, liefde, schoonheid en helden was de grootste inspiratiebron voor de dichter, maar ook landschappen waren erg belangrijk voor hem; landschappen die noch schilderachtig zijn, noch verheven als een wonder van schoonheid, maar de machtige Aarde waartegen alle wezens strijden. Een ander opvallend thema is dat van de herinnering, de nostalgie van de mislukte hoop, van alles wat niet meer is. Carducci was de eerste Italiaan die in 1906 de Nobelprijs voor Literatuur kreeg.
Giovanni Pascoli (1855-1912) was de eerste vertegenwoordiger van het Italiaanse decadentisme. Met zijn eenvoudige en vertrouwde stijl probeerde Pascoli de wereld te bekijken door de ogen van een kind. Hij gebruikt dus een kinderachtige en rijmende taal, maar is sterk beïnvloed door Latijnse en Griekse auteurs. Pascoli was ook een groot Latinist en hoogleraar klassieke literatuur aan de Universiteit van Bologna. Een beroemd werk van Pascoli is de Canti di Castelvecchio (Liederen van Castelvecchio).
Gabriele D'Annunzio (1863 - 1938) is een van de bekendste Italiaanse auteurs, ook al is zijn literaire activiteit vandaag de dag nog steeds het voorwerp van kritiek. Zijn invloed op de gewoonten, de maatschappij en ook de Italiaanse en Europese geschiedenis was echter altijd groot tijdens zijn leven en zelfs na zijn dood. Hij reisde veel tijdens zijn leven en leefde in de rijkste cultuursteden van die tijd (Rome, Napels, Florence, Parijs, Milaan). Hij wordt algemeen beschouwd als de Italiaanse schrijver die de literatuur van de negentiende naar de twintigste eeuw heeft gebracht. Zijn meesterwerken zijn de romans Kind van de lust (Il piacere, 1888) en Le vergini delle rocce (1899), de verzameling Laudi del cielo, del mare, della terra e degli eroi (1900-1918) en de tragedie La figlia di Jorio (1904).

## 20e eeuw
De avant-gardistische periode wordt weerspiegeld in literaire tijdschriften die elk hun eigen literaire stroming volgen. Zo is er het irrationalisme van Il Leonardo (1903-1907), het estheticisme van La Voce (1908-1916), het futurisme van Lacerba (1913-1915), het classicisme van La Ronda (1919-1923), en het modernisme van Novecento (1926-1929). Het futurisme, waarvan Filippo Tommaso Marinetti het eerste manifest in Le Figaro van 20 februari 1909 schreef, is de meest ontwikkelde culturele stroming in Italië, en is berucht om zijn steun aan het fascisme. Veel auteurs zoals D'Annunzio en Marinetti namen een standpunt in ten gunste van de Eerste Wereldoorlog en de opmars van Mussolini.
Luigi Pirandello (1867-1936), winnaar van de Nobelprijs voor Literatuur in 1934, is een van de auteurs die de grootste invloed hadden op de Italiaanse roman en het Italiaanse theater van het eerste deel van de 20e eeuw.
Naast gevestigde auteurs (Gadda, Palazzeschi, Comisso, Corrado Alvaro) komen er in de tweede helft van de 20e eeuw nieuwe schrijvers op het voorplan zoals Alberto Moravia, Cesare Pavese, Gianna Manzini, Guido Piovene, Tommaso Landolfi, Mario Soldati, Enrico Emanuelli, Guglielmo Petroni, Natalia Ginzburg, Vasco Pratolini, Giuseppe Berto, Oreste Del Buono, Enno Flaiano, Italo Calvino en Elsa Morante. De literatuur van de herinnering aan de oorlogsperioden is goed vertegenwoordigd met 'Christus Gestopt in Eboli' door Carlo Levi en 'De wapenstilstand' door Primo Levi en 'De Huid' door Curzio Malaparte.
Naoorlogse poëzie is gericht op een terugkeer naar sociale thema's. De dichters die het meest vertellen over de herinneringen aan de oorlog en het regime zijn echter hermetisten zoals Salvatore Quasimodo en Eugenio Montale, beiden dichters die de Nobelprijs voor Literatuur hebben gewonnen, of classicisten zoals Umberto Saba. Rondom deze grote dichters vormden zich twee verschillende groepen: een modernere en een conservatieve. Andere poëtische auteurs zijn Giorgio Caproni, Mario Luzi en Andrea Zanzotto. Eugenio Montale (1896-1981) is de belangrijkste Italiaanse dichter van de 20e eeuw. Met zijn gedichten bouwde hij een unieke en delicate poëzie op, met herinneringen, indrukken, emoties, beschreven zonder overdaad maar op een sobere, elegante manier en vol levenswijsheid. Zijn belangrijkste werken zijn Ossi di seppia (De beenderen van de inktvis, 1925), Le occasioni (De gebeurtenissen, 1939) en Xenia (1966). Hij kreeg de Nobelprijs voor Literatuur in 1975.

## Hedendaagse Italiaanse literatuur
De Italiaanse literatuur van de jaren 1980 tot nu wordt vooral vertegenwoordigd door verhalend en kritisch proza, hoewel theater (vooral met Dario Fo, Nobelprijs voor Literatuur in 1997) en poëzie nog steeds een invloedrijke rol spelen. De generatie van de jaren dertig van de twintigste eeuw, een groep auteurs die tussen 1931 en 1940 werd geboren, omvat bekende schrijvers onder wie Umberto Eco (Foucaults Pendulum, Baudolino), Dacia Maraini (Isolina, Buio), Vincenzo Consolo, Gianni Celati, Gesualdo Bufalino, Fulvio Tommizza, en dichters als Edoardo Sanguineti, Giovanni Raboni en Alda Merini (Vuoto d'amore). De triomf bij critici en publiek van de roman De naam van de roos (1980) van Umberto Eco (1932-2016) had een buitengewoon effect op de Italiaanse cultuur en bracht deze terug naar het centrum van de Europese en mondiale aandacht. De roman werd in 1980 gepubliceerd en was een groot succes.
Andere moderne auteurs: Francesca Duranti, Antonio Tabucchi, Daniele Del Giudice, Rosetta Loy, Marta Morazzoni, Aldo Busi, Pier Vittorio Tondelli, Antonio Debenedetti, Giorgio Montefoschi, Andrea De Carlo, Marco Lodoli, Roberto Pazzi, Paola Capriolo, Giorgio Pressburger, Mario Fortunato, Sandro Veronesi, Edoardo Albinati, Nicola Pugliese, Erri De Luca (Montedidio).
Naast wat oudere, rijpere schrijvers is een nieuwe generatie succesrijke vertellers ontstaan: Alessandro Baricco (Novecento), Susanna Tamaro (Per voce sola, Va' dove ti porta il cuore), Margaret Mazzantini (Non ti muovere, Mare al mattino), Niccolo Ammaniti (Ik ben niet bang, Zoals God het wil, Anna), Roberto Saviano (Gomorra), Paolo Giordano (De eenzaamheid van priemgetallen) en Elena Ferrante (De tetralogie L'Amica geniale).

## Italianen bekroond met deNobelprijs voor Literatuur
- 1906 Giosuè Carducci
- 1926 Grazia Deledda
- 1934 Luigi Pirandello
- 1959 Salvatore Quasimodo
- 1975 Eugenio Montale
- 1997 Dario Fo